# John Hodge
John Hodge (29 de octubre de 1855 – 10 de agosto de 1937) fue un político y sindicalista británico laborista, el primer ministro de Trabajo y segundo ministro de Pensiones de la historia del Reino Unido.

## Biografía

### Primeros años
Hodge nació en Linkeyburn, Ayrshire, y asistió a la Escuela Metalúrgica y al Colegio Hutchesons. Cuando tenía trece años dejó los estudios para trabajar como oficinista de un abogado y tendero antes de entrar en la industria metalúrgica local como pudelador, el mismo trabajo que su padre.
Inicialmente, Hodge se involucró en el sindicalismo mientras trabajaba en la metalurgia del hierro local. Ayudó a formar la British Steel Smelters' Association en 1885, de la que sería elegido secretario, tras la actuación de sus jefes en la fábrica David Colville & Sons. Fue informado, al trabajar en Motherwell, que sus salarios bajarían hasta un veinte por ciento. La BSSA fue un éxito y en el verano de 1886 prácticamente todos los fundidores de Escocia eran miembros y en 1888 la BSSA tenía militantes uniéndose en Inglaterra y Gales, mientras se afiliaba al Trades Union Congress (TUC). La BSSA raramente organizaba huelgas, pero Hodge tenía éxito negociando incrementos salariales.
Hodge también ayudó a fundar la escocesa Associated Society of Millmen, ejerciendo como su secretario y tesorero durante un año antes de que sus militantes pudiesen celebrar una elección.

### Carrera política
Hodge fue concejal del Ayuntamiento de Manchester entre 1897 y 1901. En las elecciones generales de 1900, concurrió infructuosamente por la circunscripción de Gower.
Tampoco triunfó en la circunscripción de Preston en la elección parcial de mayo de 1903. Finalmente, logró un escaño en los comicios de 1906, cuando fue elegido diputado laborista por Manchester Gorton.
Cuando el Reino Unido declaró la guerra en 1914 y comenzó la Primera Guerra Mundial, Hodge asumió una postura muy patriótica y criticó a otros políticos laboristas que se oponían a ella. Entre 1915 y 1916 fue presidente en funciones del Partido Laborista. En 1916 formó parte de las Comisiones Especiales sobre la batalla de Galípoli y la campaña de Mesopotamia en el Parlamento del Reino Unido. Asimismo fue elegido presidente de la British Iron, Steel & Kindred Trades Association que había ayudado a fundar con otros sindicatos del hierro y el acero. Fue presidente de la Liga de Trabajadores Británicos, de tendencia «laborista patriótica».
De diciembre de 1916 a agosto de 1917, Hodge fue el primer ministro de Trabajo de la historia del Reino Unido y ocupó un asiento en el ejecutivo. Desde este puesto exigió que todas las huelgas declaradas en tiempo de guerra fuesen catalogadas como actos de traición y logró hacer volver al trabajo a caldereros en huelga amenazándoles con encausarles bajo la Defence of the Realm Act. Hodge apoyó al Comité del Departamento de Recursos Imperiales, firmando su manifiesto. De agosto de 1917 a enero de 1919 fue ministro de Pensiones en el Gobierno de coalición de Lloyd George. En 1919 apareció en la película Broken in the Wars dirigida por Cecil Hepworth anunciando una partida económica para apoyar a los veteranos de guerra.
Hodge mantuvo su escaño tanto en las elecciones generales de 1918 como en las de 1922, pero abandonó el Parlamento en los comicios de 1923. Continuó defendiendo sus posturas contra las huelgas durante la huelga general británica de 1926 y se retiró de la presidencia de la British Iron, Steel & Kindred Trades Association en 1931.
Hodge fue rechazado para hacer el servicio militar por su edad. Arthur Griffith-Boscawen, que trabajó a las órdenes de Hodge, le describió como un «obrero gordo, enfurecido y muy patriota tory».